# Herbert Lattke
Herbert Lattke (* 28. November 1909 in Langenbielau; † 17. Juli 1990 in Bonn) war ein deutscher Psychologe, der sich insbesondere für die Erarbeitung einer Sozialarbeitswissenschaft einsetzte. Er gehört neben Dora von Caemmerer, Hertha Kraus, Marie Kamphuis, Magda Kelber und Heinrich Schiller, um nur einige zu nennen, zu den Pionieren der Sozialen Arbeit mit Gruppen.

## Leben und Wirken
Er war das einzige Kind aus zweiter Ehe des Schneidermeisters Johann Lattke und seiner Frau Amalie Lattke, geb. Schreier. Nach Absolvierung des Realgymnasiums in seiner Heimatstadt und in Reichenbach (Schlesien) studierte er  an der Hochschule für Lehrerbildung in Bonn, wo er auch 1929 die erste Lehramtsprüfung für Volksschullehrer erfolgreich ablegte. 1937 legte er die zweite Lehramtsprüfung ab. Folgend war er für ein Jahr als Volksschullehrer in Schlesien tätig.  Von 1932 bis 1935 studierte Lattke  in Berlin und Bonn Psychologie, Pädagogik, Philosophie und Geschichte. Er promovierte bei Erich Rothacker und Kurt Gottschaldt mit dem Thema „Über das Verhältnis von Kindern zum Eigentum“. Die Dissertation umfasst insgesamt 55 Seiten. Parallel zum Studium unterrichtete er an verschiedenen Stadt- und Landschulen. Nach Abschluss seines Universitätsstudiums war er von 1938 bis 1942 als Wehrmachtspsychologe, von 1942 bis 1944 als stellvertretender Leiter des Arbeitsamtes in Liegnitz tätig. 1944 wurde er zum Wehrdienst eingezogen und 1946 aus amerikanischer Gefangenschaft entlassen. Nachfolgend betätigte er sich für zwei Jahre als freiberuflicher psychologischer Gutachter, übernahm dann die Leitung des Seminars für Wohlfahrts- und Jugendpflege des Caritasverbandes in Köln. Im Jahre 1962 wurde Lattke ordentlicher Professor für Psychologie an der PH Rheinland, Abteilung Bonn, deren Dekan er von 1966 bis 1968 war. Außerdem war er von 1963 bis 1969 Lehrbeauftragter für angewandte Psychologie und Sozialarbeitswissenschaft an der Universität Fribourg. 1975 wurde er emeritiert.
Lattke trat mit aller Entschiedenheit für eine Verwissenschaftlichung der Sozialarbeiterausbildung, aber ebenso für eine praxisnahe Qualifikation der Sozialarbeiter ein. Sozialpolitik, Soziologie, Psychologie, Sozialpsychologie, Sozialpädagogik, die Geschichte der Sozialarbeit und die weltweit erprobten Handlungskonzepte versuchte er in die Ausbildung einzubinden. Sein besonderes Verdienst war, die tiefenpsychologischen Theorien für die Sozialarbeit ebenso überzeugend darzulegen wie die Gefahren ihrer naiven Anwendung. Da es seinerzeit an Lehr-/Fachbüchern speziell für die Sozialarbeit und Sozialarbeiterausbildung fehlte, verfasste Lattke dazu mehrere Werke, die zu Standardpublikationen der Sozialen Arbeit avancierten. Zudem veröffentlichte er rege in Fachzeitschriften u. a. in  Caritas, Jugendwohl und Unsere Jugend. Hinsichtlich der unterschiedlichen Formen der Arbeit mit sozialen Gruppen plädierte Lattke für den Begriff Sozialpädagogische Gruppenarbeit, so auch der Titel seines Standardwerkes, weil es primär darum gehe,
soziale Beziehungen und Prozesse in sozialen Gebilden dazu zu benutzen, den Gruppenmitgliedern zur Entfaltung, zum Wachsen und Reifen, in charakterlicher und geistiger  Hinsicht zu helfen, sie vor allem fähig zu machen, als Mitmenschen immer vollkommener zu werden, ihre sozialen Rechte im Leben wahrzunehmen und ihre sozialen Pflichten zu erfüllen. Dies stelle eine soziale und eine pädagogische Aufgabe zugleich dar.
Lattke setzte sich innerhalb der Sozialarbeiterausbildung, anoalog zu den USA, für einen Abschluss zum „Doktor der Sozialarbeit“ ein. Die Katholische Fachhochschule Nordrhein-Westfalen, Abteilung Köln, (heute Katholische Hochschule Nordrhein-Westfalen) stiftete 1990 den Herbert-Lattke-Preis. Dieser wird jährlich an die Autoren der drei besten Diplomarbeiten vergeben.

## Werke (Auswahl)
- Psychoanalyse, Soziale Arbeit und Erziehung, Freiburg 1951
- Angst, Mut und Vertrauen in der Erziehung, Freiburg 1954
- Soziale Arbeit und Erziehung. Ihre Ziele, Methoden und psychologischen Grundlagen, Freiburg 1955
- Sozialpädagogische Gruppenarbeit, Freiburg 1962
- Das helfende Gespräch, Freiburg 1966
- Soziale Arbeit und Erziehung in unserer Zeit, in: Hermann Röhrs (Hrsg.): Die Sozialpädagogik und ihre Theorie. Frankfurt a. M. 1968, 111 – 126
- Sozialpädagogische Gruppenarbeit, Freiburg 1969